# Mária Ďuríčková

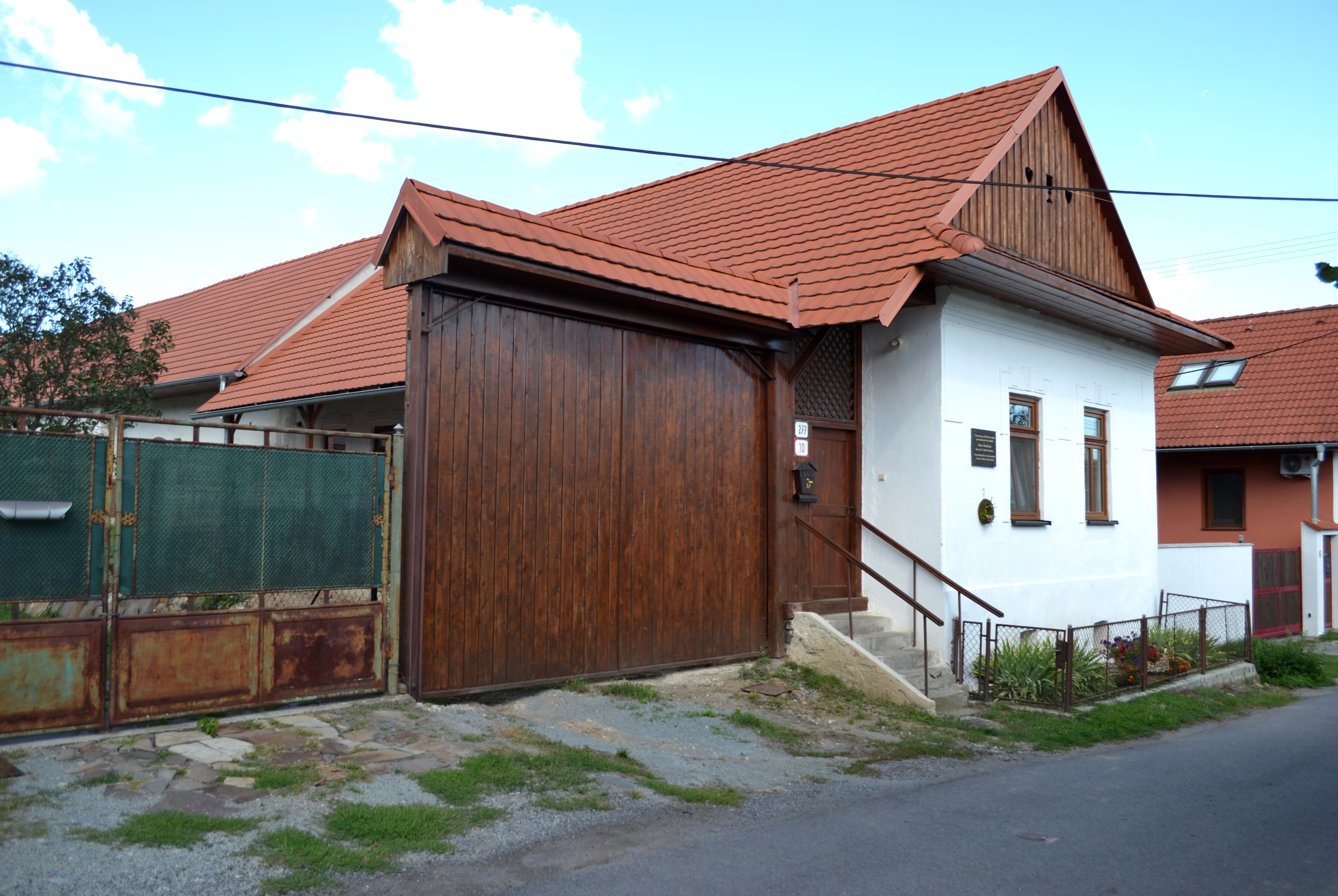
Rodný dům spisovatelky Marie Ďuríčkové ve Zvolenské Slatině

Mária Ďuríčková (vl. jménem Mária Masaryková, rozená Piecková; 29. září 1919 Zvolenská Slatina – 15. března 2004 Bratislava) byla slovenská spisovatelka, překladatelka, scenáristka a autorka literatury pro děti a mládež.

## Životopis
Narodila se 29. září 1919 ve Zvolenské Slatině v rolnické rodině a vzdělání získala ve Zvolenské Slatině, Zvoleně a na učitelském ústavu v Lučenci, později pokračovala ve studiu při zaměstnání na pedagogické fakultě v Bratislavě, ale studium nedokončila. Pracovala jako učitelka např. v obcích Horný Tisovník, Omastiná a pak v Bratislavě. V roce 1951 byla šéfredaktorkou časopisu Družba, v roce 1952 se stala šéfredaktorkou časopisu Zornička. Od roku 1954 byla redaktorkou nakladatelství Mladé letá a v letech 1969–1970 šéfredaktorkou obnoveného časopisu Slniečko. Od roku 1971 se plně věnovala literární tvorbě.

## Tvorba
Svá první díla začala publikovat v různých časopisech (Zornička, Ohník) a její první knižní debut vyšel v roce 1954. Její tvorba se zaměřovala výhradně na díla pro děti a mládež. Ve svých dílech dokázala citlivě zachytit životní zážitky dospívající mládeže, její citové kolize a konflikty, často používala žákovský slang, ale také dokázala klást velký důraz na charakter postav. Nechává otevřenou hranici mezi reálným a fantastickým, které se navzájem prolíná. Kromě vlastní tvorby se věnovala také sestavováním sborníků a výběrů, ve kterých často sahala po lidových námětech a lidové slovesnosti. Také se věnovala překladům z ruštiny, češtiny a němčiny (pohádky bohatýr Kremienok, Sedmibarevný kvítek, Krása nesmírná či příběhy o Neználkovi).

## Dílo

### Poezie a próza
- 1954 – Rozprávka o dedovi Mrázovi, veršovaná pohádka
- 1957 – Zajko a líška, leporelo
- 1957 – Na hole, ovečky, na hole
- 1958 – Čarovná píšťalka, sbírka básní
- 1959 – Zajtra bude pekne, sbírka krátkych próz
- 1960 – My z ôsmej A, tři povídky (titulní povídka se stala předlohou filmu režiséra Štefana Uhra My z IX. A)
- 1961 – Danka a Janka, příběhy dvojčat
- 1961 – O chromej kačičke
- 1962 – O Guľkovi Bombuľkovi, pohádka
- 1963 – Jasietka, pohádka
- 1963 – Stíhač na galuskách, novela
- 1965 – Útek z gramatiky
- 1965 – Majka Tárajka, novela
- 1967 – Papierová rozprávka
- 1968 – Papierová rozprávka
- 1969 – Sestričky z Topánika, pohádka
- 1969 – Dievčina s medovými vlasmi
- 1970 – Janček Palček, rozprávka
- 1970 – O Katarínke a túlavom vrchu, pohádka
- 1970 – Danka a Janka v rozprávke, pohádka
- 1972 – Jožko Mrkvička Spáč
- 1973 – Biela kňažná, pohádka
- 1974 – Nie je škola ako škola
- 1976 – Najkrajšie na svete, pohádka
- 1976 – Dunajská kráľovná, pověsti a báje o Bratislavě
- 1978 – Prešporský zvon, pověsti a báje o Bratislavě
- 1980 – Oriešky
- 1981 – Kľúče od mesta
- 1981 – Niet krajšieho mena
- 1982 – Princezná Ruženka
- 1983 – Domček, domček, kto v tebe býva?
- 1984 – Jahniatko v batohu
- 1984 – Zlatý strom
- 1984 – Keď národ malý stal sa veľkým
- 1986 – Čo si hračky rozprávali
- 1986 – Zemský kľúč
- 1986 – Rapotanky
- 1988 – Emčo
- 1988 – Janko Hraško
- 1988 – Panenská veža na Devíne
- 1989 – Rozprávky Čierneho Filipa
- 1990 – Bratislavské povesti
- 1990 – Spievaj si, vtáčatko – Slovenské ľudové piesne pre deti malé i väčšie, vydavatelství Mladé Letá, sestavili: Mária Ďuríčková, Ľuba Pavlovičová-Baková
- 1991 – O Jankovi Polienkovi
- 1994 – Zlatá hrkálka
- 1995 – Zlatá priadka
- 1995 – Slncové dievčatko
- 1998 – Vtáčik, žltý zobáčik
- 2000 – Poslali ma naši k vašim
- 2003 – Braček z tekvice a Sestričky z Topánika

### Editorské práce
- 1954 – Vezieme sa, vezieme
- 1955 – Detský rok I
- 1955 – Povedala straka vrane
- 1955 – Rapotanky
- 1955 – Za humnami
- 1956 – Vtáčia svadba
- 1959 – Detský rok III
- 1960 – Preletel vták cez slatinské vŕšky
- 1969 – Išlo dievča po vodu, výběr ze slovenských lidových balad
- 1970 – Koktail na rozlúčku
- 1975 – Zlatá brána, antologie lidové slovesnosti
- 1978 – Malá zlatá brána

### Ostatní
- 1968 – Katarína, novela pro dospělé s autobiografickými prvky (vyšlo v časopise Slovenka)
- 1969 – Zlatá priadka, loutková hra na lidové motivy
- Mestečko Pimparapac, televizní pořad